# Mazda Biante
El Mazda Biante (japonés: マツダ・ビアンテ, Hepburn: Matsuda Biante) es un monovolumen de 8 plazas introducido para el mercado japonés en 2008 por Mazda, en sustitución del Bongo Friendee. El coche se sitúa entre el Mazda Premacy y el MPV de la gama de Mazda. El Biante se dirige principalmente a las familias más jóvenes con niños pequeños.
El nombre "Biante" se acuñó a partir de la palabra inglesa "ambient", para crear la impresión de un espacio interior unificado que contribuyera a una experiencia confortable en el coche.

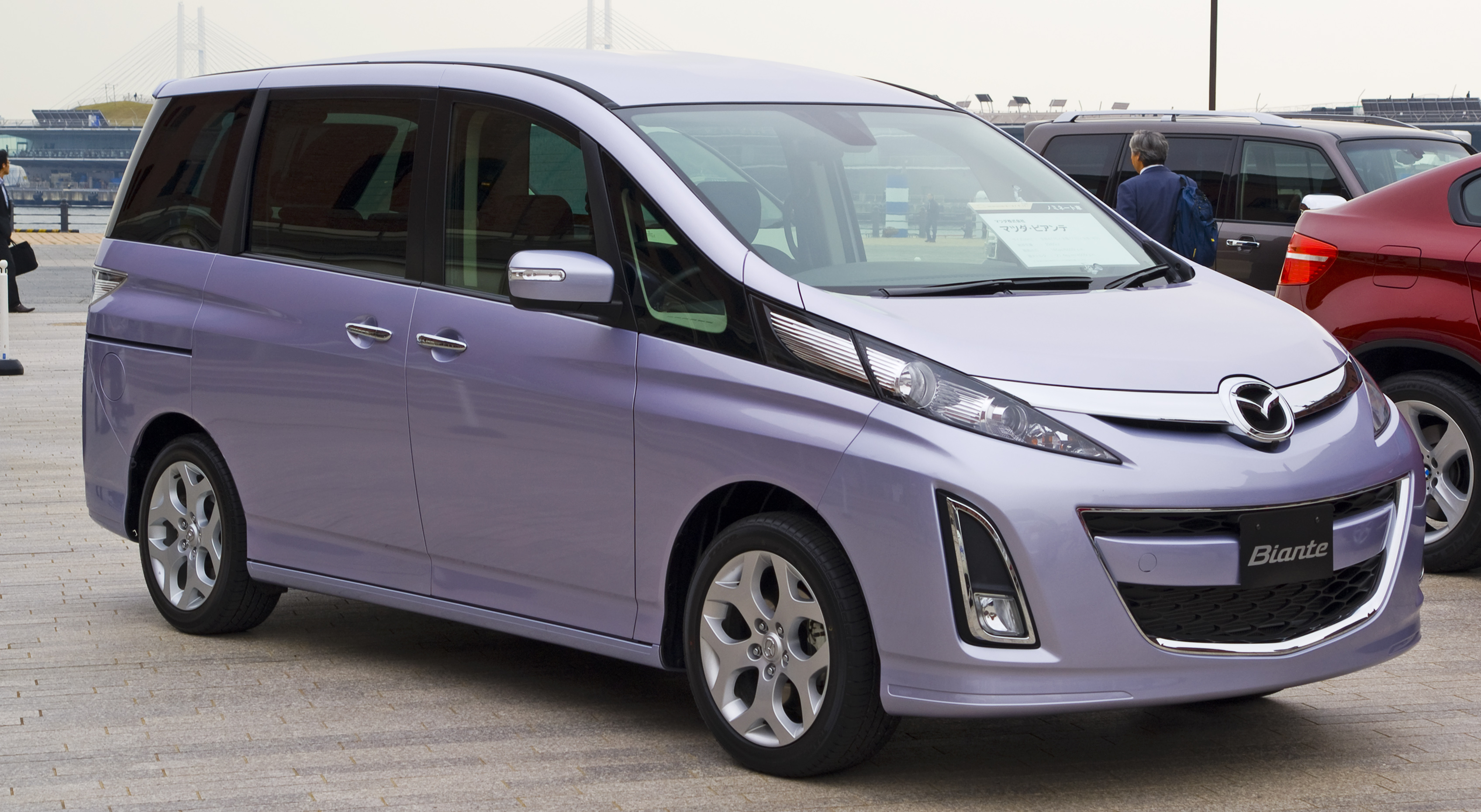
Mazda Biante fotografiado en el almacén de Yokohama

## Japón
El Biante tenía cinco categorías: 20S, 20CS, 23S, 20C y Granz. El 20CS era el modelo más barato, similar al 20C pero sin faros antiniebla y con un equipamiento más rudimentario. Este modelo ya no se comercializa. Este grado fue el primero en utilizar el filtro de iones Nanoe de Panasonic.
El 23S, junto con 20S y 20CS, también se presentó en 2008, utilizando el motor 2260 cc, y un color exclusivo para su grado, Chili Orange Mica. 
20S es el modelo que apareció en su debut en 2008 y la función i-Stop introducida en 2009. 
El 20C, reemplazo del 20CS, apareció en 2010, con faros antiniebla, pero varios años más tarde, este grado no tenía faros antiniebla. Sustituyó a los 20CS y  se encuentra entre los modelos más baratos de los Biante.
Más tarde, en el 2011 Tokyo Motor Show, el modelo Granz  se dio a conocer, con las luces traseras LED, nuevo cromo, nuevo parachoques, parrilla más grande, de color aluminio. También el 23S, modelo entre los más caros de toda la gama Biante.
En mayo de 2013 se presentó el Biante Skyactiv G-2.0. Tres modelos estaban disponibles con esta tecnología; 20C, 20S y Granz. La diferencia entre los Biantes originales y los Biantes Skyactiv es que los Biantes originales eran automáticos de 5 velocidades y AWD, mientras que las versiones Skyactiv son Skyactiv-Drive tenían 6 velocidades automáticas y 2WD (FF).

## Mercados de exportación
El Biante se lanzó en el Salón Internacional del Automóvil de Indonesia de 2012. Indonesia fue el primer país fuera de Japón que ha vendido el Biante. En 2013, se presentó en dicho salón el Biante Skyactiv, basado en la versión japonesa Biante Granz. Estaba equipado con una transmisión automática de 6 velocidades.
El Biante también se vendió en Malasia, Singapur, Hong Kong y Brunei.  Las ventas del MPV/Mazda8 finalizaron en marzo de 2016, mientras que las del Premacy/Mazda5 y Biante finalizaron el 23 de febrero de 2018.